# Муладжанов, Артём Фуатович
Артём Фуатович Муладжанов (4 февраля 1988) — киргизский футболист, полузащитник. Выступал за сборную Кыргызстана.

## Биография

### Клубная карьера
Начал выступать на взрослом уровне в 2005 году в молодёжной сборной Кыргызстана, игравшей тогда в высшей лиге на правах клуба. В следующем сезоне играл за бишкекский «Мурас-Спорт».
В 2007 году перешёл в «Дордой», за который выступал следующие четыре года. Неоднократный чемпион (2007, 2008, 2009) и серебряный призёр (2010) чемпионата Кыргызстана, обладатель Кубка страны. На международном уровне становился победителем (2007) и финалистом (2008, 2009, 2010) Кубка президента АФК.
С 2011 года выступал за «Алгу», с которой в 2012 году стал серебряным призёром национального чемпионата, а в 2014 и 2016 годах — бронзовым. Весной 2014 года также играл в матчах Кубка АФК в составе «Алая».

### Карьера в сборной
В составе олимпийской сборной Кыргызстана принимал участие в Азиатских играх 2006 года и 2010 года, на последнем турнире выходил на поле в одном матче.
В национальной сборной Кыргызстана дебютировал 7 марта 2007 года в игре против Казахстана, заменив на 69-й минуте Валерия Березовского. Участник Кубка вызова АФК 2010 года, на турнире сыграл 3 матча.
Всего в 2007—2011 годах сыграл 9 матчей за сборную Кыргызстана.

## Личная жизнь
Окончил Бишкекский государственный университет по специальности менеджмент. После окончания игровой карьеры работал продавцом-консультантом.
Брат Артур (род. 1989) тоже был футболистом и выступал за сборную Кыргызстана.